# Salvador Castelló i Carreras
Salvador Castelló i Carreras (Arenys de Mar, 21 d'agost de 1863 - 1950) fou zoòleg, enginyer agrònom i fundador de la Reial Escola d'Avicultura.
Es casà amb Carolina-Antònia de Plandòlit O'Daly, de noble família barcelonina. De molt jove, tingué afició per a l'avicultura de manera que estudià per enginyer agrònom a la Universitat de Lovaina (Bèlgica) i amplià estudis a França, Alemanya i Bèlgica. Estudià zootècnica a la Facultat d'Agronomia de Gembloux (Bèlgica), on adquirí amplis coneixements sobre els coloms missatgers, cosa que li permeté de col·laborar amb la Reial Societat Colombòfila de Catalunya (s'especialitzà en l'ús militar dels coloms missatgers).
Ostentà diversos càrrecs relacionats amb l'ornitologia, l'avicultura i la colombòfia. A ell es deu el gran augment de la indústria avícola a Espanya iniciat el segle xix. A més publicà articles a diverses revistes tècniques i feu conferències a Mèxic, Uruguai, Xile i l'Argentina. Va dir que amb la primera visita a Amèrica començà a veure realitzat el seu ideal de recórrer el continent i propagar el seu coneixement.
El 1908, el rei Alfons XIII visità la Granja-Escola d'Arenys de Mar, acompanyat pel seu cap de govern, Antonio Maura, i li concedí la Creu del Mèrit Agrícola (costejada pel poble d'Arenys de Mar). El rei feu una segona visita, aquest cop privada, a l'Escola d'Avicultura.
Molts joves d'arreu d'Espanya i Amèrica assistiren a les seves classes per estudiar peritatge avícola, i en sortiren pèrits agricultors perfectament instruïts en zoocultura, gràcies a un sistema d'ensenyament gairebé desconegut fins aleshores.
El 1916 aparegué el primer volum de la Biblioteca Avícola Popular, amb el títol de L'art de Criar Gallines i reaparegué la revista Avicultura Práctica. Quatre anys després, aconseguí, amb diversos encreuaments, una nova raça d'aviram anomenada gallina Paradís, premiada amb Honor Especial a l'Exposició Avícola de París. L'any 1924 la seva escola fou declarada Escola Superior de l'Estat.
L'any 1943, l'Ajuntament d'Arenys de Mar el nomenà fill predilecte de la vila.
Als 83 anys, Salvador Castelló encara s'interessava per la Granja-Escola, on continuava impartint classes. Fou un home tan respectuós i respectat que ni durant la guerra civil fou molestat. Morí a la seva finca El Paraíso el 1950, als 86 anys.